# 20894 Krumeich
20894 Krumeich (2000 WP93) là một tiểu hành tinh vành đai chính được phát hiện ngày 21 tháng 11 năm 2000 bởi nhóm nghiên cứu tiểu hành tinh gần Trái Đất phòng thí nghiệm Lincoln ở Socorro.